# Anna Sophia Berglundová
Anna Sophia Berglundová (* 5. dubna 1986, San Pedro) je americká modelka a herečka švédského původu. Začínala fotografováním pro agenturu GXS Motorsport, absolvovala herectví na Kalifornské univerzitě a v Beverly Hills Playhouse. Stala se playmate měsíce amerického vydání časopisu Playboy pro leden 2011. Hrála menší role v seriálech Zoufalé manželky, Hannah Montana a Cavemen, objevila se také jako jedna z přítelkyň Hugha Hefnera v reality show ze zákulisí Playboye The Girls Next Door. Jako filmová herečka debutovala v teenagerské komedii Loudilové (2009), účinkovala také v hororu Unlucky Charms (2013), romantickém filmu Amelia's 25th (2013) a vědeckofantastickém podobenství Space Station 76.

## Filmografie

### Film
| Rok           | Název                                | Role            | Poznámky     |
| ------------- | ------------------------------------ | --------------- | ------------ |
| 2009          | Loudilové                            | Kamarádka       |              |
| 2013          | Amelias 25th                         | Nikkey          |              |
| 2013          | Unlucky Charms                       | Erin            |              |
| 2014          | Stanice číslo 76                     | Hvězdný anděl   |              |
| 2014          | Dibs!                                | Katie           |              |
| 2016          | The Lost Tree                        | Claudia Tambors |              |
| 2016          | The Taker                            | Trisha          |              |
| 2017          | WTF: World Thumbwrestling Federation | Roxy            |              |
| 2018          | Living Among Us                      | Journey         |              |
| 2019          | Vrah před kamerou                    | Olivia          |              |
| bude oznámeno | The Rose in the Flame                | bude oznámeno   | postprodukce |

### Televize
| Rok  | Název                        | Role                     | Poznámky                                 |
| ---- | ---------------------------- | ------------------------ | ---------------------------------------- |
| 2007 | Zoufalé manželky             | Roztomilá Newyorčanka    | díl: „If There’s Anything I Can’t Stand“ |
| 2007 | Cavemen                      | Kapitánka roztleskávaček | díl: „The Mascot“                        |
| 2008 | Hannah Montana               | Manikérka                | díl: „The Way We Almost Weren’t“         |
| 2008 | Bad Mother’s Handbook        | Stacey                   | TV film                                  |
| 2015 | Chocolate Milk Series        | Katie                    | 2 díly                                   |
| 2015 | Hot Girls Get Away with Sh*t | Ann                      |                                          |
| 2016 | Cartoon Hook-Ups             | Plamenná princezna       | 2 díly                                   |
| 2017 | Cartoon Hook-Ups: The Series | Plamenná princezna       | díl: „Episode 2“                         |